# Povijest filozofije
Pojam povijest filozofije, zbog dvoznačnosti pojma povijest (vidi o tome članak historija), ima dvostruko značenje. Označava povijesno zbivanje: razvoj filozofskih ideja kroz povijest, smjenjivanje filozofa, dominantnih filozofskih tema i škola; također označava istraživanje tih zbivanja u filozofiji ili znanosti (vidi članak historija).
U pojmu historija filozofije postoji dvoznačnost, ovisno o tome na koji dio stavljamo naglasak: na filozofiju (gdje istraživač, kao filozof odnosno "onaj koji ljubi mudrost", istražuje misli svojih prethodnika da bi produbio vlastito mišljenje) ili na historiju (gdje filozofe, njihove ideje i škole istražujemo kao objektivne povijesne pojave). Naravno, obje vrste istraživanja često se ne mogu apsolutno razlikovati.

## Filozofija Zapada i Istoka
Mnogi pregledi povijesti filozofije pate od pretjeranog "eurocentrizma". Iako za to ima nekih razloga, dosege mislilaca drugih civilizacija ne smijemo posve isključiti. 
Filozofija je, kao samostalna umna djelatnost, s vlastitim tradicijama i institucijama, specifičnost "zapadnoga svijeta". Zbog te samostalnosti, možemo u smjeni filozofa, filozofskim temama i školama, tragati za zakonitostima kretanja. To traganje postaje posebna zadaća filozofskog i znanstvenog istraživanja.  
Za druge civilizacije (starog "bliskog istoka", te zatim posebno indijske i kineske) možemo reći da poznaju "filozofsko mišljenje", tj. način mišljenja temeljen na ljubavi prema mudrosti, diskusiji i logici, ali ne i "filozofiju" kao samostalnu djelatnost.
Kod njih se filozofsko promišljanje nikada nije jasno i trajno osamostalilo, odnosno odvojilo od mitopoetske imaginacije i teoloških spekulacija. S druge strane, ni sukob filozofije i religije, vjere i uma, nije kod nikada bio tako snažan kao u Europi. 
To međutim ne znači da njihove misaone dosege smijemo zanemariti i isključiti iz povijesti filozofije. Interakcije su postojale i "Zapad" je često učio od "Istoka" - a to vrijedi i danas: mnogi suvremeni mislioci Zapada u 19. i 20. st. nalaze inspiraciju u tradicijama Indije i Kine.
Zato i njihove misaone tradicije, ako i nisu u punom smislu riječi "filozofske", ipak u povijesnom pregledu filozofske misli moramo uključiti.
Pri tome treba imati na umu da je pojam "Zapad" u ovom smislu u povijesti obuhvaćao i sve zemlje pod vlašću helenskih dinastija nakon Aleksandra Makedonskog i zatim pod vlašću Rimljana. Aleksandrija u Egiptu bila je središte antičke učenosti oko 700 godina (do paleža Aleksandrijske biblioteke i ubojstva Hipatije 415. g.).
Razvoj filozofije na zapadu bilježi, međutim, znatnu prazninu tijekom oko pet stoljeća, od 6. do 11. st. Tu prazninu popunjavaju arapski filozofi, koji čuvaju grčka dostignuća. Vlastito kulturno nasljeđe kršćani su kasnije preuzeli od Arapa (vidi: Toledo#Prenos arapske učenosti na zapad. Oni su raspravljali o filozofskim i teološkim problemima o kojima tek nekoliko stoljeća poslije europska skolastika biva sposobna raspravljati. Zato u svaki prikaz povijesti "zapadne" filozofije moraju biti uključeni.

## Kratka povijest "povijesti filozofije"

### Aristotel
Prvi koji je sustavno proučavao učenja svojih prethodnika i nastojao ih sustavno i objektivno prikazati, bio je Aristotel. Njemu zahvaljujemo za mnoge obavijesti o koncepcijama predsokratovskih filozofa, čiji su izvorni radovi izgubljeni. On u svojim djelima dijalektički preispituje gledišta svojih prethodnika, da bi pripremio razvitak vlastitog. 

### Helenizam
Aristotelovi učenici i nastavljači u peripatetičkoj školi nastavili su s takvim pristupom. Tako nastaju zbirke prikaza dostignuća raznih posebnih disciplina: matematike, astronomije, fizike, medicine i drugih, pa onda i filozofske doksografije.
Takav marljivi rad na prikupljanju informacija o dostignućima prošlosti može, međutim, imati i negativan učinak - može obeshrabriti samostalno promišljanje. U helenističko i rimsko doba sve se više gubi poticaj za samostalno mišljenje i širi uvjerenje da su velikani prošlosti već sve bitno domislili. Tako se ovaj pristup pretvara u praznu kompilaciju, »učenu ropotariju bilježaka« (Windelband). 
Najpoznatiji među tim kompilatorima je Diogen Laertije, čija je knjiga sačuvana. Mišljenja raznih filozofa navode se kao datosti, bez pokušaja da se sagledaju u međusobnom odnosu i povijesnom kontekstu. Podjednaku pažnju pridaje ključnim filozofskim tezama, duhovitim izrekama i banalnim anegdotama iz života slavnih filozofa. Takvih kompilacija, naslovljenih "zrnca mudrosti" i slično, ima i danas.

### Moderno doba
Nasuprot površnim kompilacijama, Historija filozofije postupno se izgradila kao posebna disciplina krajem 18. i u prvoj polovici 19. st. Ta disciplina pripada ne samo povijesnoj znanosti  (historiji), nego i samoj filozofiji. Ona se ne zadovoljava pukim iznošenjem činjenica i anegdota. Kao historija, istražuje pojavu filozofskih koncepcija, škola i pokreta u povijesnom kontekstu. Kao filozofija, istražuje zakonitosti kretanja mišljenja, koje se mogu uočiti u povijesnom slijedu filozofija i filozofija.
Takav je prikaz naravno u opasnosti da se zanemari znanstvena skrupuloznost historičara i prikaz povijesnog razvoja filozofije podredi jednom određenom stanovištu – jednoj posebnoj filozofiji, koja u takvom pristupu postaje ideologija. 

#### Hegel
To je slučaj upravo s najznačajnijim utemeniteljem discipline, G.W.F. Hegelom. Uz Filozofiju povijesti (Philosphie der Geschichte), objavljenu za njegova života, posmrtno je, 1833. – 1836., po zapisnicima njegovih predavanja izdana Povijest filozofije (Geschichte der Philosophie). 
Ovo je djelo posve podređeno funkciji razrade Hegelova vlastitog sustava. Misli pojedinih filozofa on razmatra kao "momente" u povijesnom kretanju duha. Posebne povijesne tvorbe duha (a to uključuje ne samo filozofiju nego i sve znanosti, moral, pravo, religiju, državu i drugo) dijalektički se razvijaju, preobražavaju i prevladavaju tijekom povijesti, vodeći do apsolutnog duha koji u potpunosti spoznaje sebe samog i smiruje se u savršenom znanju, u Hegelovom filozofskom sustavu. Hegel često iskrivljuje povijesne činjenice da bi ih ugurao u Prokrustovu postelju svog sustava.

## Razdoblja i područja

### Kineska filozofija
- Sun Cu (6. stoljeće pr. Kr.)
- Konfucije (55. pr. Kr. – 479. pr. Kr.)
- Mencije (372. – 288. pr. Kr.)
- Lao Ce (4. stoljeće pr. Kr.)

### Indijska filozofija
- Gautama Buda
- Nagarjuna
- Vasubandhu

### Zapadna tradicija

#### Razdoblja
- Antički filozofi
- Srednjovjekovna filozofija
- Novovjekovna filozofija
- Moderna filozofija

Antička filozofija
Pojam "antička filozofija" obuhvaća razdoblje od preko tisuću godina: od početka VI. st. pr. Kr., kada djeluju Tales, Solon i drugi mislioci kasnije svrstani među "sedam mudraca", do početka VI. st. poslije Krista. Krajem tog razdoblja može se označiti 529. g., kada bizantski car Justinijan zatvara Akademiju u Ateni. Iste godine, nevezano s tim događajem ali simbolički značajno, Sv. Bernard osniva samostan Monte Cassino.
Uobičajena je podjela antičke filozofije na pet razdoblja, prema glavnim problemima kojima su se filozofi u određeno doba bavili: kozmološko, antropološko, ontološko ili sistemsko, etičko i religijsko razdoblje.
1. Kozmološko razdoblje
  1. Miletska škola
    - Tales (624. pr. Kr. - 547. pr. Kr.)
    - Anaksimandar (610. – 546. pr. Kr.)
    - Anaksimen (588. – 524. pr. Kr.)

  2. Pitagorejci
    - Pitagora (oko 580. pr. Kr. - 500. pr. Kr.)
    - Filolaj
    - Arhita

  3. Heraklit (oko 540. pr. Kr. - 480. pr. Kr.)
  4. Elejska škola
    - Ksenofan (570. – 480. pr. Kr.)
    - Parmenid (540. pr. Kr. - 460. pr. Kr.)
    - Zenon (oko 490. – 430. pr. Kr.)
    - Melis (oko 470. - ???. pr. Kr.)

  5. Posrednici
    - Empedoklo (oko 490. – 430. pr. Kr.)
    - Anaksagora (početak 5. st. pr. Kr.)
    - Arhelaj
    - Diogen Apolonjanin

  6. Atomisti
    - Leukip (5. st. pr. Kr.)
    - Demokrit (460. pr. Kr. - 370. pr. Kr.)
    - Metrodor s Hija
    - Anaksarh
    - Hekatej iz Abdere
    - Nauzifan
2. Antropološko razdoblje
  1. Sofisti
    - Protagora
    - Gorgija
    - Hipija
    - Kritija
    - Anonim Jamblihov
    - Spis Dvostruke tvrdnje

  2. Sokrat i sokratovske škole
    - Sokrat (469. pr. Kr. - 399. pr. Kr.)
    - Kirenska škola
    - Kinička škola
      - Diogen iz Sinope
3. Ontološko i sitemsko razdoblje
  - Platon (427. pr. Kr. - 347. pr. Kr.)
  - Aristotel (384. pr. Kr. - 322. pr. Kr.)
4. Etičko razdoblje
  1. Stoici
    - Zenon iz Kitiona
    - Hrizip (oko 280. – 207. pr. Kr.)
    - Seneka (4. pr. Kr. - 65.)
    - Epiktet (oko 55. – 135.)
    - Marko Aurelije (121. – 180.)

  2. Epikurova škola
    - Epikur (341. pr. Kr. - 270. pr. Kr.)
    - Tit Lukrecije Kar (98. pr. Kr. - 55. pr. Kr.)

  3. Skeptici
    - Piron (360. pr. Kr. - 270. pr. Kr.)
    - Karnead
    - Sekst Empirik
5. Religijsko razdoblje
  1. Židovska filozofija
    - Filon Aleksandrijski

  2. Novoplatonizam
    - Plotin (204. – 270.)
    - Proklo (411. – 485.)

  3. Kršćanstvo i filozofija

Srednjovjekovna filozofija
Islamska skolastika (i židovski predstavnici)
- Al Kindi
- Al Farabi
- Ibn Sina (Avicena)
- Ibn Rušd (Averoes)
- Ibn Daud (Abraham ben David Halevi)
- Ibn Gabirol Solomon (Avicebron)
- Ibn Kaldum (Abd al-Raman)

Kršćanska skolastika
- Aurelije Augustin (354. – 430.)
- Ivan Skot Eriugena (810. – 880.)
- Petar Abelard (1079. – 1142.)
- Albert Veliki (1193. ili 1206. – 1280.)
- Hugo od sv. Viktora (1096. ili 1078. – 1141.)
- Sveti Toma Akvinski (1225. – 1274.)
- Ivan Duns Scot (1266. ili 1274. – 1308.)
- William Occam (oko 1300.-oko 1350.)

Novovjekovna filozofija
Renesansa i humanizam
- Nikola Kuzanski (1401. – 1461.)
- Marsilio Ficino (1433-1499)
- Pico della Mirandola (1463-1494)
- Erazmo Roterdamski (1467. – 1536.)
- Niccolò Machiavelli (1469-1527)
- Thomas More (1478. – 1535.)
- Michel de Montaigne (1533-1592)
- Giordano Bruno (1548. – 1600.)

Empirizam
- Francis Bacon (1561. – 1626.)
- John Locke (1632. – 1704.)
- George Berkeley (1684. – 1753.)
- David Hume (1711. – 1776.)

Racionalizam
- René Descartes (1596. – 1650.)
- Baruch de Spinoza (1632. – 1677.)
- Gottfried Wilhelm Leibniz (1646. – 1716.)

Prosvjetiteljstvo
- Voltaire (1694. – 1778.)
- Jean-Jacques Rousseau (1712. – 1778.)
- Giambattista Vico (1668. – 1744.)

- Johann Gottfried Herder (1744. – 1803.)

Klasični njemački idealizam
- Immanuel Kant (1724. – 1804.)
- Johann Gottlieb Fichte (1762. – 1814.)
- Friedrich Wilhelm Joseph Schelling (1775. – 1854.)
- Georg Wilhelm Friedrich Hegel (1770. – 1831.)

Moderna filozofija
- Arthur Schopenhauer (1788. – 1860.)
- Friedrich Nietzsche (1844. – 1900.)
- Søren Kierkegaard (1813. – 1855.)
- Henri Bergson (1859. – 1941.)

Marksizam
- Karl Marx (1818. – 1883.)
- Friedrich Engels (1820. – 1895.)
- Praxis filozofija
  - Milan Kangrga

Pozitivizam
- John Stuart Mill
- Auguste Comte

Fenomenologija i egzistencijalna filozofija
- Edmund Husserl (1859. – 1938.)
- Martin Heidegger (1889. – 1977.)
- Karl Jaspers (1883. – 1969.)
- Jean-Paul Sartre (1905. – 1980.)

Hermeneutika
- Wilhelm Dilthey (1833. – 1911.)
- Martin Heidegger (1889. – 1977.)
- Hans-Georg Gadamer (1900. – 2002.)
- Paul Ricoeur (1913. – 2005.)

Analitička filozofija (i kritički racionalizam)
- Friedrich Ludwig Gottlob Frege
- Bertrand Russell
- Ludwig Wittgenstein
- Rudolf Carnap
- Saul Kripke
- Thomas Nagel
- Alfred North Whitehead
- Karl Popper

Pragmatizam
- John Dewey
- Charles Peirce
- William James

Egzistencijalizam
- Jean-Paul Sartre

Frankfurtska škola
- Theodor Adorno
- Herbert Marcuse (1898. – 1979.)
- Jürgen Habermas
- Max Horkheimer (1895. – 1973.)

Postmodernizam
- Jacques Derrida
- Jean Baudrillard
- Jean-François Lyotard
- Michel Foucault
- Gilles Deleuze